# Andrew Ivan Bell
Andrew Ivan Bell (Peterborough, Inglaterra; 25 de abril de 1964) es un cantante y compositor británico, conocido mundialmente por formar junto a Vince Clarke el düo Erasure. Ha publicado tres álbumes de estudio como solista: Electric Blue (2005),  Non-Stop (2010) y Ipop (2014).
Andy Bell saltó a la fama como integrante del dúo de synth pop, Erasure. Juntos han escrito más de 200 canciones y han vendido más de 28 millones de álbumes en todo el mundo. Han logrado cinco números uno consecutivos en la lista de álbumes del Reino Unido. Andy Bell es conocido por su voz conmovedora y su personalidad extravagante en el escenario, que contrastan con el comportamiento discreto de su compañero Vince Clarke.

## Biografía
Andy Bell pasó su infancia en su ciudad natal, con sus padres y sus cinco hermanos menores (Karen, Gary, Elaine, Diane y Alison). Asistió al colegio King's School del barrio Dogsthorpe, en Peterborough.

## Carrera

### Primeros años
Sus primeras experiencias con la música fueron en un efímero grupo llamado The Void, con el cual no dio conciertos ni grabó. Pierre Cope (bajista de The Void) deja la banda y le propone formar un dúo. Así nace Baume, más tarde rebautizado con el seudónimo de Andy Bell: Dinger, con el cual editaron el sencillo Air of Mistery, pero no prosperó.

### Erasure

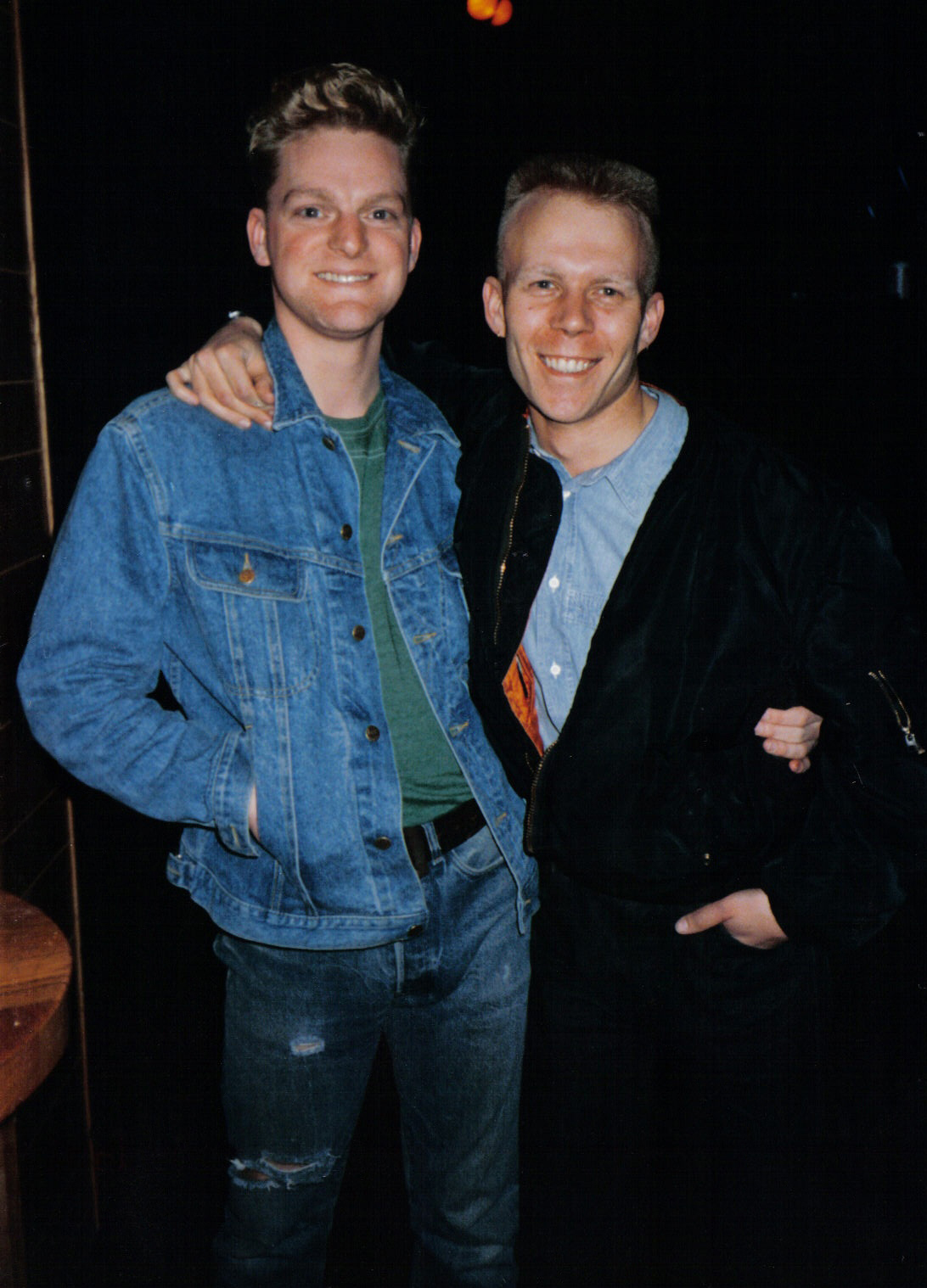
Andy Bell y Vince Clarke en 1986

Andy Bell acudió a un aviso publicado por el teclista Vince Clarke en la revista Melody Maker, donde buscaban un vocalista. Clarke venía de fundar Depeche Mode y Yazoo, bandas admiradas por Andy Bell. Andy Bell fue el candidato número 43 y finalmente fue elegido por su voz pues era exactamente lo que Clarke buscaba. De esta manera nació Erasure. Bell reveló también inspiración musical y aportó sus propias ideas a las nuevas composiciones y desde ese momento se complementaron perfectamente bien trabajando como dupla.
En Wonderland, el primer disco de Erasure, todas las canciones fueron coescritas por Clarke y Andy Bell, salvo algunas excepciones como Who Needs Love (Like That) (tema de Clarke que se cantó en la audición), Push Me Shove Me (ambos se incluyeron en el primer sencillo de la banda) y My Heart So Blue también de Clarke. Andy Bell escribió en solitario Cry So Easy. Desde entonces, siempre firmaron sus canciones como dupla.
Con su andrógina voz, Andy Bell en un principio fue criticado de ser un émulo de la cantante Alison Moyet, con quien Clarke había tenido Yazoo. Pero muy poco después otorgó a Erasure su propia particular identidad. Desde su ingreso al dueto, Andy dio a conocer abiertamente su homosexualidad y los problemas que una persona debe afrontar por ello ante los prejuicios de la gente, lo cual vertió en alguna de sus letras con el ánimo de informar más sobre el tema.
Entre los sencillos más exitosos de Erasure se destacanː "Oh L'Amour", "Sometimes", "A Little Respect", "Chains of Love", "Stop!", "Blue Savannah", "Love to Hate You, "Always" y Breathe.

### Carrera en solitario
Sin haber dejado nunca a Erasure, Andy Bell tuvo varias incursiones por separado.
En 1987, participó junto a varios de los más importantes artistas de la época del Ferry Aid, cantando una parte de Let It Be, a beneficio de las víctimas del desastre del Ferry MS Herald of Free Enterprise en Zeebrugge.
En 1991, cantó el rol de Montresor, en la ópera The Fall of the House of Usher de Peter Hammill. 
En 1993, hizo un dueto con K. D. Lang para el tema No More Tears (Enough is Enough). Dicho tema fue presentado en vivo en los Brit Awards 1991. En la década de 2000, hizo varias presentaciones como DJ. 

Ese mismo año, Andy Bell y Melissa Etheridge, fueron los anfitriones del programa navideño Camp Christmas, con el objeto de darle visibilidad a la lucha por los derechos de la comunidad LGBT, en el participaron entre otras celebridades Martina Navrátilová y Pierre et Gilles. En el programa, ambos cantaron a dúo varios temas tradicionales navideños y otras como “My Favorite Things”, " Santa Claus Is Coming to Town", "Emerald City" y “Have Yourself a Merry Little Christmas". Su compañero de Erasure, Vince Clarke, fue el director musical del programa que fue emitido por la cadena de Tv inglesa channel 4.
En el 2003, después de casi veinte años de carrera en el dueto, Andy Bell empezó a trabajar en su primer álbum solista, un disco consistente de covers, sin embargo le pidió a Vince Clarke su colaboración y el proyecto terminó convirtiéndose en el décimo álbum de Erasure, Other People's Songs.

#### Electric Blue
En 2005 concretó su primer disco solista sin dejar atrás su mancuerna con Vince Erasure. El álbum se llama Electric Blue y es más próximo al pop en su sonido que sus trabajos con Erasure. El álbum fue hecho en colaboración con Manhattan Clique quienes habían trabajado previamente remixando a Erasure. En el disco participan como invitados Claudia Brücken de la banda alemana de pop electrónico Propaganda y Jake Shears de la banda electroclash Scissor Sisters. De este álbum se desprendieron dos sencillos: Crazy y I'll Never Fall in Love Again.
En 2006 Andy Bell recibió en Los Ángeles, el premio Equality Entertainer Award (EQLA Awards) por su lucha por los derechos de la comunidad gay. En 2008, participó del True Colors Tour, donde cantó junto a Cyndi Lauper y Debbie Harry, entre otros.

#### Non-Stop
En 2010 Andy Bell publicó su segundo disco solista Non-Stop, esta vez en colaboración con Pascal Gabriel. Para el mismo, se utilizó una estrategia de marketing, editando primero los dos primeros sencillos: Running Out y Will You Be There? con el seudónimo Mimó y sin que figurara su nombre para evitar prejuicios. Tras la salida del álbum, se editaron dos sencillos más Call on Me y Non-Stop, ya con el nombre Andy Bell (posteriormente, los dos primeros sencillos se volvieron a editar pero como Andy Bell). En el disco participa como invitado Perry Farrell.
En 2011 mientras realizaba una gira mundial con Erasure, participó del reality show Popstar to Operastar de la cadena inglesa ITV. En su primera gala se lució con una versión de 'O sole mio.
En 2013,  Bell se presentó como figura principal en la gira Regeneration tour 2013. Ese mismo año, cantó Breathing Love con el músico y productor mexicano Isaac Junkie. 

#### Ipop
En 2014, editó junto a la banda Shelter, el álbum Ipop, donde canta todas las canciones. Este álbum salió primero sólo como descarga digital, para editarse físicamente en 2015. De este álbum se editaron dos sencillos: Beautiful y Friend.
También en 2014, realizó en colaboración con Dave Audé, el sencillo Aftermath (Here We Go), que tuvo un gran desempeño en el ranking Hot Dance Club Play de EE. UU., donde alcanzó el primer puesto.
En 2015, tras algunas presentaciones aisladas, emprendió una gira solista por Latinoamérica (Argentina, Chile, Uruguay, Paraguay, Perú, República Dominicana, Puerto Rico y México), donde presentó básicamente canciones de Erasure, algunas de su carrera solista y la versión de Queen, Love of My Life. Estuvo acompañado por el tecladista Brian Nash, el baterista Corey Hewitt y las bailarinas FemBots Trinity Taylor y Shontelle Sparkles.
En 2016, interpreta Fly, canción que es incluida en la banda de sonido Fly – Songs Inspired by the Film Eddie the Eagle, de la película Eddie the Eagle. 
También 2016 realizó otra colaboración con Dave Audé, el sencillo True Original, que también tuvo un gran desempeño en el ranking Hot Dance Club Play de EE. UU., donde alcanzó el primer puesto.
En 2017, se reeditó Electric Blue en una edición de 3 álbumes, que incluyó el álbum original mientras que los otros dos incluyeron lados B, remezclas y versiones inéditas.
En 2020, participa haciendo un dúo en la canci̪ón "Good at Goodbyes", con Bright Light Bright Light, la cual aparece en su álbum "Fun City".
En 2022, participa cantando en la canci̪ón "An Honest Key" de "Spiritual Friendship", la banda de Nick Hook y Gareth Jones y aparece en el álbum "IV". Ese mismo año, es convocado junto a Boy George por RSF y los 3 realizan el tema That Night en Brazil que aparece en el álbum Metropol Nights de RSF.
En 2023, Andy Bell y Claire Richards -excantante de Steps- hicieron un cover del tema de ABBA,  Summer Night City, que fue incluido en Euphoria, álbum solista de Claire Richards.
En mayo de 2024, participó en el cover de Pride (In the Name of Love), que realizó Dave Audé. En esta versión participaron poniendo su vozː Andy Bell, Crystal Waters, Greg Gould, Plumb, Sarah Potenza, Wyn Starke y Zee Machine.

#### Ten Crowns
En 2024, Andy Bell emprende una gira en solitario con la participación de Dave Audé, con quien, también comienza a grabar un nuevo álbum solista llamado Ten Crowns, que verá la luz en mayo de 2025 y cuyos sencillos adelantos son Breaking Thru The Interstellar y Don’t Cha Know. Ten Crowns incluye dos duetos, uno con Debbie Harry y otro con Sarah Potenza.

## Torsten
Torsten es una trilogía de obras musicales, todas escritas por Barney Ashton-Bullock y Christopher Frost, de las cuales Andy Bell es su personaje principal llamado Torsten.

El 28 de julio de 2014, se lanza Torsten:Torsten the Bareback Saint. De este álbum, se editaron dos sencillos: I Don't Like y Fountain of Youth. Dicha obra fue llevada a los escenarios en agosto de 2014.r>
Al año siguiente, se lanzó Variance "The Torsten the Bareback Saint" remixes un álbum con remezclas de este álbum, del que se extrajo el sencillo Weston-Super-Mare.

El segundo musical fue Torsten The Beautiful Libertine, que fue editado el 4 de marzo de 2016. De este álbum, se editó el sencillo: My Precious One. Dicha obra fue llevada a los escenarios en marzo de 2016. Al año siguiente, se lanzó Variance II: "The Torsten the Beautiful Libertine" remixes un álbum con remezclas de este álbum, del que se extrajo el sencillo Queercore!.

El tercer y por ahora último escalón es Torsten in Queereteria, que fue editado el 12 de abril de 2019. Dicha obra fue llevada a los escenarios en abril de 2019. Ese mismo año se lanzó Variance III: "The ‘Torsten In Queereteria’ Remixes"

### Remezclas
Andy Bell hizo varias remezclas para Erasure, Sandra Bernhard, Amanda Lear, Goldfrapp y Yazoo.

## Vida personal
Bell, es abiertamente gay. Mantuvo una relación con Paul M. Hickey, hasta su muerte  el 11 de abril de 2012 a la edad de 62 años. En enero de 2013, Bell se casó con su posterior socio Stephen Moss.
En el año 2004, Andy dio a conocer públicamente que desde 1998 sabe que es seropositivo. En 2007, Bell reveló que tiene la enfermedad de osteonecrosis, teniendo que acudir a tratamientos y cirugías.

## Discografía
Álbumes de estudio
- Electric Blue (2005)
- Non-Stop (2010)
- Ten Crowns (2025)

Álbumes en colaboración
- Ipop (2014)

Bandas sonoras
- Torsten the Bareback Saint (banda sonora del musical del mismo nombre) (2014)
- Torsten The Beautiful Libertine (banda sonora del musical del mismo nombre) (2016)
- Torsten in Queereteria (banda sonora del musical del mismo nombre) (2019)

Álbumes de remezcla
- Variance "The Torsten the Bareback Saint" remixes (2015)
- Variance II: "The Torsten the Beautiful Libertine" remixes (2016)
- Variance III: "The ‘Torsten In Queereteria’ Remixes" (2019)